# (36491) 2000 QS46
2000 QS46 (asteroide 36491) é um asteroide da cintura principal. Possui uma excentricidade de 0.18349880 e uma inclinação de 1.85390º.
Este asteroide foi descoberto no dia 24 de agosto de 2000 por LINEAR em Socorro.